# شان جانسون (بازیکن فوتبال)
سین جانسون (انگلیسی: Sean Johnson؛ زادهٔ ۳۱ مهٔ ۱۹۸۹) یک بازیکن فوتبال اهل ایالات متحده آمریکا است.
وی همچنین در تیم ملی فوتبال ایالات متحده آمریکا بازی کرده است.